# Jelizaveta Bagrjanceva
Jelizaveta Petrovna Bagrjanceva (rusko Елизавета Петровна Багрянцева), ruska atletinja, * 12. november 1920, Usolje-Sibirskoje, Sovjetska zveza, † 24. januar 1996.
Nastopila je na poletnih olimpijskih igrah leta 1952, kjer je osvojila srebrno medaljo v metu diska. 